# 리히텐슈타인 후작
리히텐슈타인 후작(독일어: Fürsten von Liechtenstein)은 리히텐슈타인의 국가원수로 리히텐슈타인가가 보유하고 있다.

## 역대 리히텐슈타인 후작
| #  | 사진 | 이름               | 재위 시작 | 재위 끝 |
| -- | ---- | ------------------ | --------- | ------- |
| 1  |      | 카를 1세           | 1608      | 1627    |
| 2  |      | 카를 오이제비우스  | 1627      | 1684    |
| 3  |      | 한스아담 1세       | 1684      | 1712    |
| 4  |      | 요세프 벤첼 카를   | 1712      | 1718    |
| 5  |      | 안톤 플로리안      | 1718      | 1721    |
| 6  |      | 요세프 요한 아담   | 1721      | 1732    |
| 4  |      | 요세프 벤첼 카를   | 1732      | 1745    |
| 7  |      | 요한 네포무크 카를 | 1732      | 1748    |
| 4  |      | 요세프 벤첼 카를   | 1748      | 1772    |
| 8  |      | 프란츠 요제프 1세  | 1772      | 1781    |
| 9  |      | 알로이스 1세       | 1781      | 1805    |
| 10 |      | 요한 1세 요제프    | 1805      | 1836    |
| 11 |      | 알로이스 2세       | 1836      | 1858    |
| 12 |      | 요한 2세           | 1858      | 1929    |
| 13 |      | 프란츠 1세         | 1929      | 1938    |
| 14 |      | 프란츠 요제프 2세  | 1938      | 1989    |
| 15 |      | 한스아담 2세       | 1989      | 현재    |

## 같이 보기
- 리히텐슈타인의 후위 계승 순위
- 리히텐슈타인가

## 참조
1. ↑  요세프 벤첼 카를은 1712-1718, 1732-1745, 1748-1772 세 번에 걸쳐서 통치했다.